# Harstad

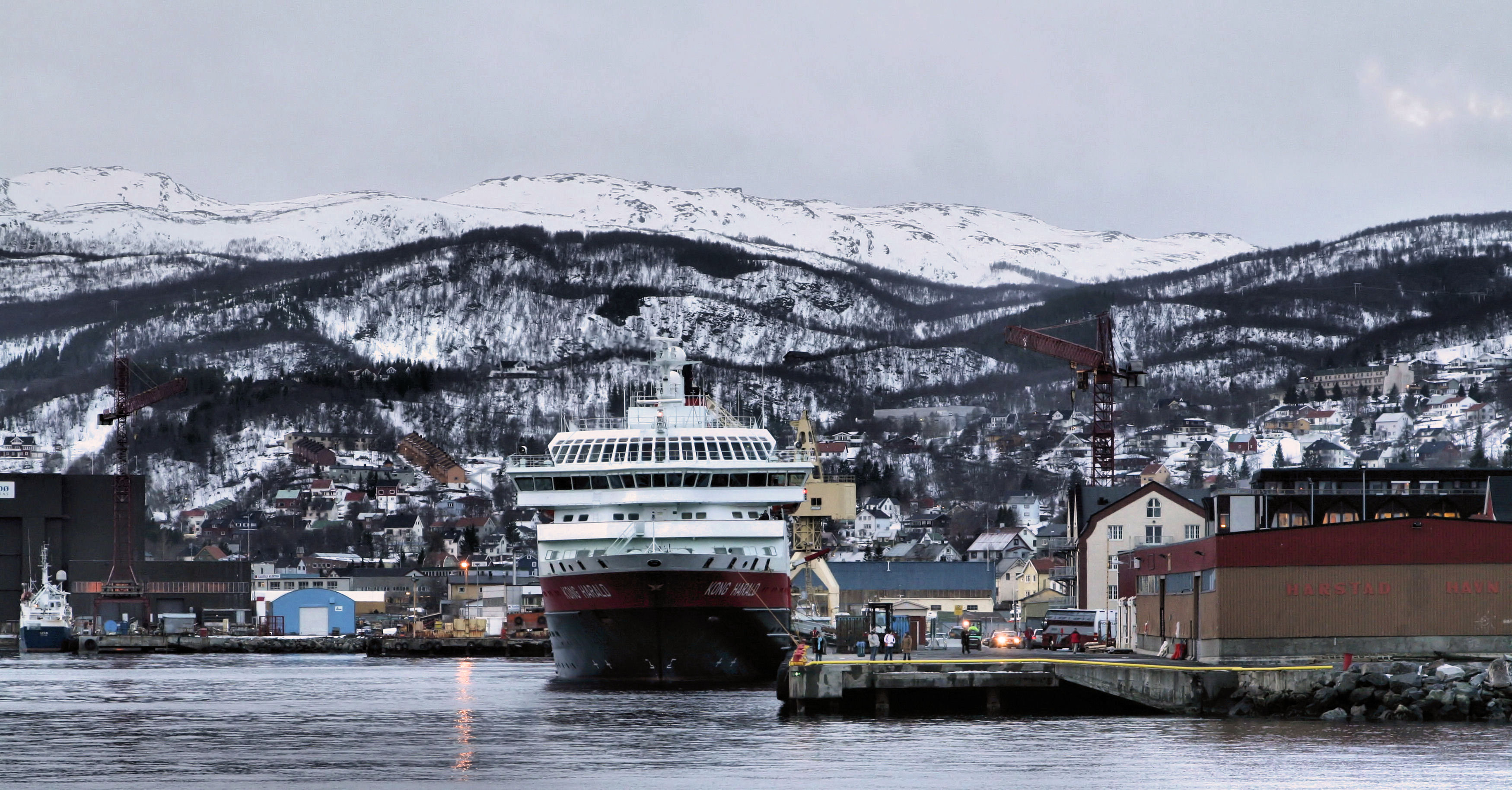
Hurtigrutenschip M/S Kong Harald in de haven van Harstad

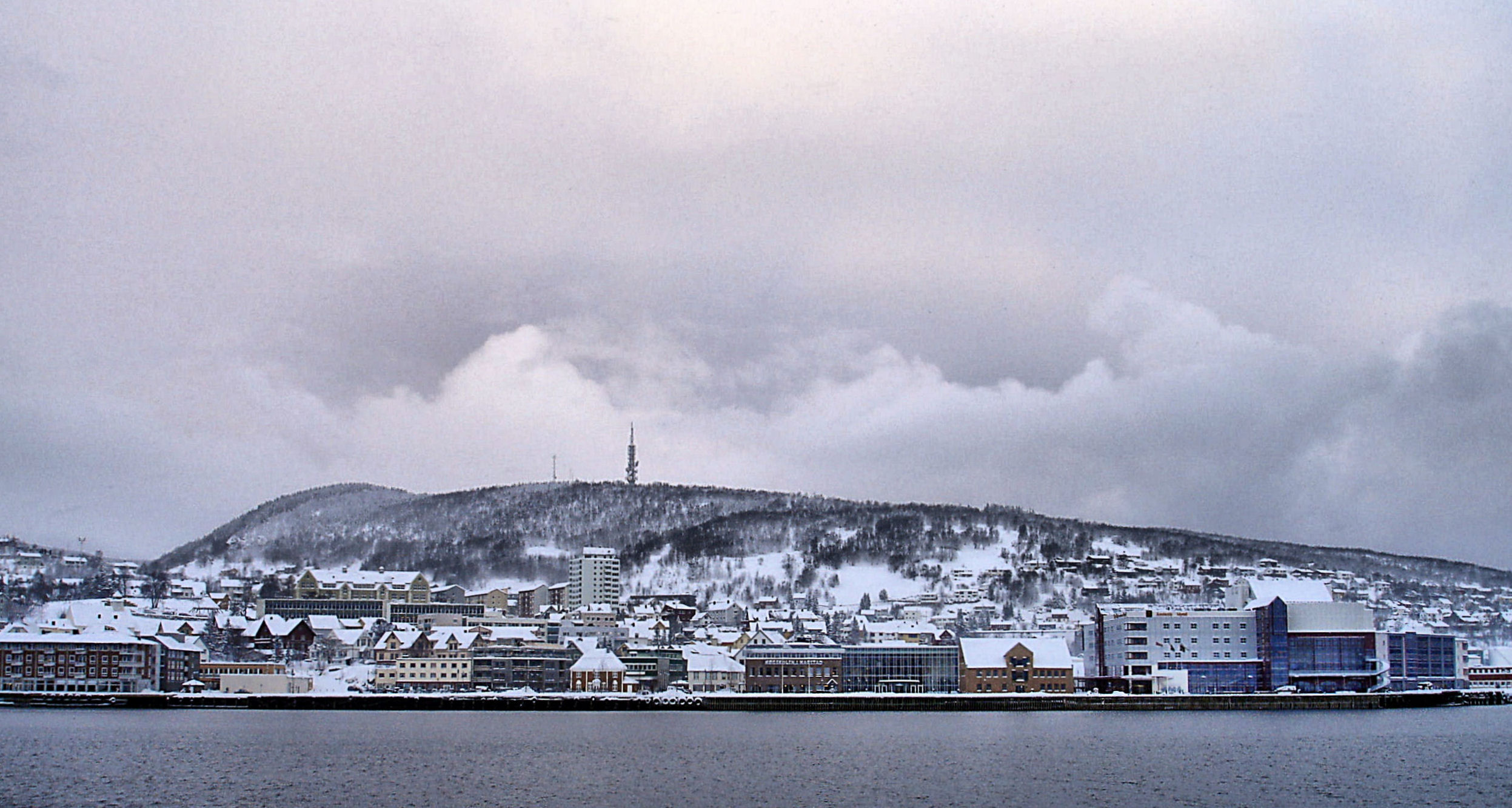
Deel van de stad Harstad

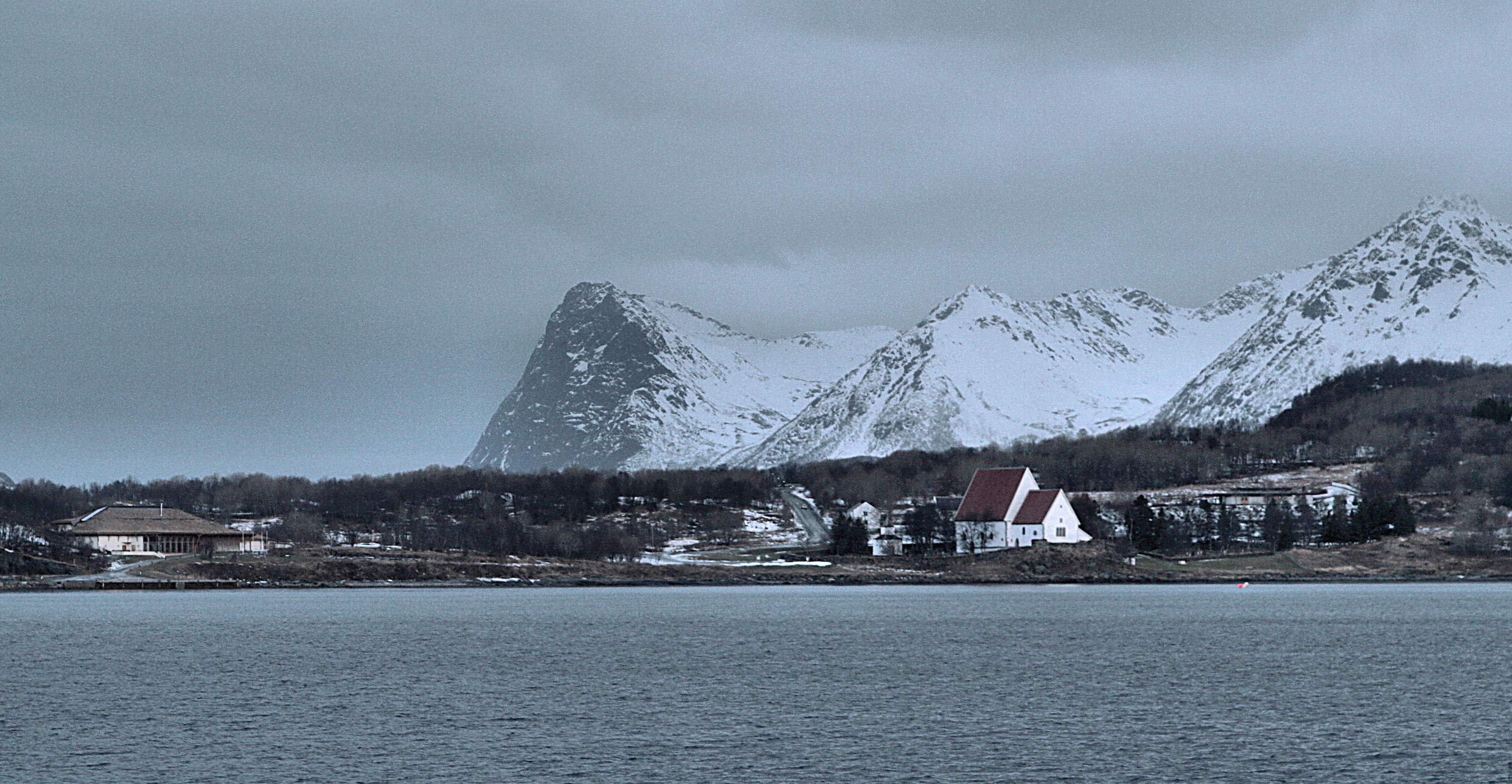
De kerk van Trondenes

Harstad is een gemeente in de Noorse provincie Troms. De gemeente telde 24.845 inwoners in januari 2017. Per 1 januari 2013 werd Harstad uitgebreid met het gebied van de gemeente Bjarkøy.

## Ligging
De tweede belangrijkste stad van de provincie en voornaamste plaats van de Vesterålen werd vanaf de haven in terrassen tegen de omliggende heuvels gebouwd. Ze vormt het bestuurlijk centrum van de gemeente Harstad die zich uitstrekt langsheen de Vågsfjord in het noordoosten van het eiland Hinnøya, na Spitsbergen (Svalbard) het grootste eiland van Noorwegen, en het zuiden van Grytøya. De hoogste berg is de 1094 meter hoge Sætertind. De gemeente is verbonden met het vasteland door een 1007 meter lange hangbrug over de Tjeldsundet.

## Geschiedenis
Er zijn resten gevonden die aantonen dat de omgeving reeds bewoond werd tijdens het bronzen en ijzeren tijdperk. Ook den tijde van Vikingen bekleedde de regio een voorname plaats.
De echte bloei kwam er echter tijdens de 19e eeuw wanneer ook hier de haringen massaal aanwezig waren. Later kwamen er scheepswerven en speelde de stad een belangrijke rol bij de invoer van steenkool uit Svalbard. Er is voor Harstad een rol weggelegd als uitvalbasis bij het zoeken naar olie in de omgeving.
In het westen en noorden van de gemeente bevinden zich de vrij vruchtbare landbouwgronden van de oude zeebodem wat aanleiding heeft gegeven tot de ontwikkeling van de vleesverwerkende en de zuivelindustrie. Hier worden ook de noordelijkste aardbeien ter wereld gekweekt die meestal tijdens de maand augustus geoogst worden. Dit wordt mogelijk gemaakt door de golfstroom en de lange zomerdagen. De lente doet hier een week eerder haar intrede dan in Tromsø. Tussen 23 mei en 22 juli gaat de zon niet onder.
Harstad kreeg haar stadswapen op 21 april 1953. Het is een symbolische voorstelling van de zee omdat de stad leeft van de visserij en de scheepvaart.

## Bezienswaardigheden
De stenen kerk van Trondenes, daterend uit ca. 1250, was de belangrijkste rooms-katholieke kerk van Noord-Noorwegen. Ze bevindt zich op de plaats waar ten tijde van de Vikingen recht werd gesproken en het parlement (Thing) bijeenkwam. De oorspronkelijke kerk uit de 12e eeuw werd vermoedelijk in hout opgetrokken.
Naast de architectonisch moderne kerk van Harstad uit 1958 staat een standbeeld van Hans Egede (1686-1758), de 'Apostel van Groenland' die de Eskimo's evangeliseerde.
Het Adolfkanon bevindt zich op een heuvel achter de kerk van Trondenes. Tijdens de Tweede Wereldoorlog bouwden de nazi's hier een kustfort. Het kanon, het laatste dat overgebleven is van de vier die de nazi's hebben gebouwd, kon 40.6 cm granaten, het grootste kaliber, afschieten en moest dienen om de scheepvaart van Tromsø naar Narvik te controleren. De reikwijdte van de gewone "sprenggranate" (1020 -1030 kg) was 42.8 km, de "Adolfgranate" (600 kg) vloog 56 km ver.

## Verkeer
Harstad is aanleghaven van Hurtigruten, de kustexpress die dagelijks Bergen met Kirkenes verbindt. Ook zijn er regelmatige veerverbindingen met Finnsnes, Tromsø en het eiland Senja, een ander groot eiland langs de Noord-Noorse kust. Het is sinds 1972 met het vasteland verbonden via de 1220 lange Gisundbrug.
De luchthaven van Harstad/Narvik bevindt zich in Evenes. Widerøe verzorgt dagelijkse verbindingen met Tromsø en Bodø, eindpunt van de Nordlandsbanen, de spoorlijn naar Trondheim. De dagelijkse vluchten naar Oslo worden verzorgd door SAS-Braathens en Norwegian.
Nordtrafikk Buss verzorgt dagelijks busverbindingen met Fauske (5.40 uur), een station op de Nordlandsbanen; via Sortland kan men iedere dag naar Svolvær en ook met Narvik is er een verbinding (2.35 uur).

## Plaatsen in de gemeente
- Harstad
- Kasfjord

## Geboren
- Odd Børre (1939-2023), zanger
- Henning Gravrok (1948), jazzmusicus
- Elisabeth Aspaker (1962), politica
- Kristian Kristensen (1992), singer-songwriter